# Xenimpia transmarina
Xenimpia transmarina är en fjärilsart som beskrevs av Claude Herbulot 1961. Xenimpia transmarina ingår i släktet Xenimpia och familjen mätare. Inga underarter finns listade i Catalogue of Life.